# Persistència visual

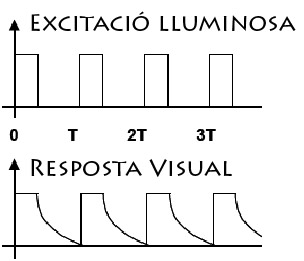
Efecte de la persistència visual

La persistència visual o retinal és una propietat del sistema visual humà (SVH). La persistència explica que les imatges que es visualitzen es mantinguin unes fraccions de segon després que hagi desaparegut l'estímul.
La resposta va lligada a la brillantor de l'emissor i a la seva freqüència (en cas d'elements que mostrin imatges per unitat de temps). Quan l'excitació és lenta el SVH és capaç de discernir les diferents excitacions i assimilar que la llum del projector s'apaga i s'encén alternativament. Si s'incrementa la freqüència d'excitació arribarà un punt en què es percebrà una sensació d'il·luminació uniforme. Aquest és un fenomen que s'ha de tenir molt present a l'hora d'implementar dispositius de reproducció (TV, cinema, projectors...). Els responsable de que això ocorri són els cons i bastons situats a la fòvea i les proximitats d'aquesta.

## Inicis
La teoria de la persistència visual defensa que les imatges romanen en el cervell unes fraccions de segon després d'haver desaparegut. Aquesta teoria va ser refutada l'any 1912 per Max Wertheimer. Amb un experiment va demostrar que el moviment es percep perquè l'ull es mou com a resposta dels successius estímuls de llum. Això es coneix com a Fenomen Phi.
El que es demostra tant amb la persistència visual com amb el Fenomen Phi és que l'ull no es comporta de la mateixa manera que una càmera fotogràfica, l'ésser humà no veu en fotogrames per segon. El cervell, al retenir les imatges una fracció de segon, va permetre la creació d'un primer cinema que consistia en la superposició de dues imatges que, reproduïdes a gran velocitat, donaven la sensació de moviment.

## Llei de Ferry-Porter
Hi ha un ample marge de freqüències des de l'absoluta evidència de parpelleig fins a la sensació de continuïtat. Aquest fenomen es coneix amb el terme anglès flicker. La freqüència a la que les imatges es fonen i desapareix el parpelleig l'anomenem freqüència crítica de flicker i, com ja hem apuntat, depèn del nivell d'il·luminació de la pantalla. És una dependència de tipus logarítmic i es coneix com a llei de Ferry-Porter:

B = nivell de brillantor de la pantalla mesurat en foot-lambert.
Es considera que la freqüència llindar o crítica és de l'ordre de 40 Hz (una mica més baixa a un cinema per exemple on les condicions d'il·luminació s'adeqüen al visionat). No obstant això, aquesta freqüència podrà variar entre els 60 Hz (forta il·luminació diürna) fins a 4 Hz (il·luminació nocturna i visió fotòpica).
Això s'explica gràcies a la naturalesa dels cons i bastons. Els primers (cons) capten les imatges en entorns d'alta il·luminació i ho fan amb una resposta força elevada. Per contra, els bastons són molt més sensibles, d'aquí que s'encarreguin de captar en entorns d'il·luminació precària. Ara bé, necessiten molt més temps per excitar-se i tornar a la situació inicial de repòs (fins a 0,25 segons).

## Mite
Al llarg del temps i fins i tot en l'actualitat, hi ha hagut certes persones que han negat la veracitat de les lleis que expliquen la teoria de la persistència visual i creuen que la persistència visual és merament un mite.
Segons les paraules de Miguel Ángel Martín Pascual en el seu llibre La persitencia retiniana y el fenómeno Phi como error en la explicación del movimiento, del 2008: A través de l'ull rebem canvis, no imatges com en una càmera de fotos. Negant així qualsevol explicació que es doni sobre el que succeeixi en l'interior del nostre ull a partir de l'estudi del cinematògraf.
Aquests detractors de la persistència visual al·leguen que la facilitat de comprensió de les teories sobre la persistència visual ha fet que aquestes siguin mundialment acceptades, però que en realitat no aconsegueixen explicar els successos que tenen lloc en el nostre ull. Segons ells, les imatges que el zoòtrop genera, són merament imatges borroses que s'acaben superposant l'una sobre l'altre, no són pas imatges en moviment.
Tot i aquestes teories de la conspiració, si neguem les lleis de la persistència visual, encara no s'ha trobat cap llei o fenomen que aconsegueixi explicar el punt de vista dels contraris a la persistència visual, Miguel Ángel Martín Pascual exposa que no sabem encara com percebem tot el que es mou, doncs està íntimament lligat a les imatges mentals i el procés de pensament. Amb prou feines entreveiem aquests processos. Sabem per on passa, que és complex, i que costarà revisar dolorosament molt del que sabem.

## Veracitat de la persistència de la visió

Aquest dibuix animat d'un cavall galopant es mostra en 12 imatges per segon. La successió d'imatges és perceptible; no obstant això, l'animació fa la impressió de ser prou fluida.

Des de la perspectiva contemporània, en el camp de la neurofisiologia de la percepció, s'afirma que la persistència de la visió, o retinina, o persistència òptica és un mite.
La percepció del moviment aparent, això és, la que s'obté a partir de l'observació de seqüències de imatges estàtiques com les que es projecten successivament en una pantalla de cine o en una televisió en un monitor d'ordinador -il·lustrada en aquest article de la Viquipèdia amb el cavall que sembla moure’s- s'explica degut al processament que fa el cervell dels senyals elèctrics provinents de la retina, els quals a la vegada son transmesos mitjançant el nervi òptic al nucli geniculat lateral i després a altres zones del cervell per fer processaments.
Tot i haver una gran quantitat d'evidència empírica apilada durant l'últim segle d'investigacions en neurologia i en neurofisiologia de la percepció, algunes persones no familiaritzades amb els descobriments científics encara atribueixen, erròniament, a la persistència retinina l'explicació de la percepció de moviment aparent com a resultat de l'observació de seqüències d'imatges estàtiques.
Els que assignen cert valor a la persistència retinina es basen en arguments dèbils com aquests: 
"L'ull fa que qualsevol imatge vista es gravi en la retina per un curt temps (durant aproximadament 0,1 segons). Per exemple, en col·locar un objecte davant de la vista i retirar-lo ràpidament, qualsevol persona que estigués mirant-lo el seguiria veient, perquè el cervell reté la impressió de la llum. Aquesta impressió és notòria en mirar per un oment una font de llum com el sol i després apartar la vista."
Una revisió d'aquest argument ens porta a la conclusió de que si superposessin en la retina diversos estímuls visuals aleshores el resultat no seria moviment sinó com a màxim la mescla o confusió de dits estímuls donant lloc a imatges borroses, com la que es veuria en la pintura de Marcel Duchamp, Nu descendint una escala.
Aquest error deriva d'atribuir una explicació al fenomen visual tan sols a partir d'un òrgan perifèric com és l'ull sense la intervenció del cervell, argument que s'ha desvirtuat sistemàticament per descobriments com el mencionat pel cognoscitivista Donald Hoffman de subjectes que encara que tenen la retina completament sana no poden captar el moviment en el món real, degut a les lesions en el cervell, a aquesta disfunció se la denomina acinetopsia, ceguera al moviment.
Des dels seus inicis la presumpta explicació de la persistència retinina ha crescut de fonaments científics com es pot apreciar des de la primera referència a un article de Peter Mark Roget en el que es basen algunes revisions de la teoria cinematogràfica sobre el tema, com és el cas de la primera referència a aquest autor realitzada per Terry Ramsaye. Fins altres més recents com la de Román Gubern.
L'article de Peter Mark Roget (Roget, 1824) aborda un tema completament diferent al de la il·lusió del moviment aparent perquè tracta de la il·lusió que s'obté en veure els radis d'una carreta a través de persianes verticals, però no fa referència a la percepció de seqüències d'imatges estàtiques que després es podrien veure en moviment. Una anàlisi detallada i profunda del document de Roget es pot trobar en Anderson i Fisher (1978, pp. 3-8).
També s'ha plantejat de manera equivocada que la persistència retinina es relaciona amb el fenomen fi per crear la il·lusió de moviment en el cinema, aquest error es deriva en l'equiparació equivocada que es fa del sistema visual humà amb una càmera. No obstant, l'ull opera de maneres diferents, ja que a diferència de les càmeres de cinema o vídeo no té una cadència o velocitat de quadres ni un mitjana d'escaneig de línies. En realitat, el complex sistema visual es basa en detectors de moviment, de detalls i de patrons; els quals un cop processats donen com a resultat l'experiència visual, la qual està orientada fonamentalment per la recerca activa de sentit i explicacions del món.
Un dels motius pel qual la persistència retinina, encara que és una explicació equivocada, es pren com vertadera és perquè és senzilla d'entendre i aparentment és una teoria final sobre la qual no és necessari seguir raonant més. En contrast, les explicacions derivades de la investigació científica impliquen l'esforç d'aproximar-se a nocions de neurologia amb el component addicional de que en elles es manifesta la necessitat de seguir investigant un tema en el que lentament es va responent diferents preguntes sobre el pensament visual. Així l'actitud d'aquells que repeteixen les explicacions de la persistència retinina és la de creure en una teoria simple a dubtar metòdicament. 

## Persistència visual en el cinema
En la història del cinema encara es manté la persistència visual com a base del moviment. L'ull humà és capaç de veure moviment en imatges fixes si aquestes passen a una velocitat mínima de 14 imatges per segon.
En un primer moment, les cintes es reproduïen a 16 fotogrames per segon (una velocitat que permetia que el públic percebés el moviment tot i ser més lenta que l'actual). Amb la introducció de la banda sonora al cel·luloide, els fotogrames havien de ser més petits. Per dissimular-ho, es va començar a gravar a més imatges per segon.
Actualment, les pel·lícules són rodades a 24 fotogrames per segon. Fins i tot n'hi ha de 48 fotogrames per segon. Això permet que els espectadors percebin el moviment amb continuïtat, però a mesura que la brillantor de les pantalles augmenta, les il·luminacions ho fan també. Avui en dia podem arribar a tenir 72 il·luminacions per segon, pel que seguim rebent 24 fotogrames per segon però cadascuna apareix dues o tres vegades, encara que no siguem capaços de veure'ls tots. És degut al flicker que podem percebre la continuïtat dels films de manera més estàtica o dinàmica.

## Persistència visual en la televisió
La televisió, com el cine, crea la il·lusió de moviment en presentar l'ull una ràpida successió d'imatges, En el cas de la televisió, l'ull és incapaç d'apreciar el moviment a gran velocitat d'un punt brillant sobre la superfície d'una pantalla. Aquesta il·lusió és possible gràcies a la persistència de la visió, que fa que l''ull no apreciï el desplaçament del punt sinó que vegi simplement imatges completes. Quan l'ull mira a un punt que es mou ràpidament, el fenomen esmentat fa que la imatge persisteixi en el cervell una fracció de segon després que el punt ja s'hagi desplaçat a un altre lloc.
La persistència de la visió, també anomenada persistència en la retina, és el temps que tarda el nostre cervell a eliminar la informació subministrada. Existeixen, això no obstant, uns límits dintre dels quals l'ull aprecia aquest "engany" el que es tradueix en un parpelleig de la imatge percebuda. L'ull aprecia les imatges formades per un punt brillant amb sensació de continuïtat, quan la freqüència amb la qual es repeteixen aquestes imatges "completes es de, aproximadament, 16 vegades en un segon (16 hertzs). A aquesta freqüència, el parpelleig al qual fèiem referència és notable, desapareixen per complet a la freqüència d'uns 48 hertzs.
La persistència de la visió és el fonament fisiològic que possibilita l'existència de la televisió. Les imatges, en aquest medi, estan formades pel desplaçament zigzaguejant, d'esquerra adreta i de dalt a baix d'un punt que les conforma, el mateix en la càmera que en el televisor.

## Exemples persistència visual

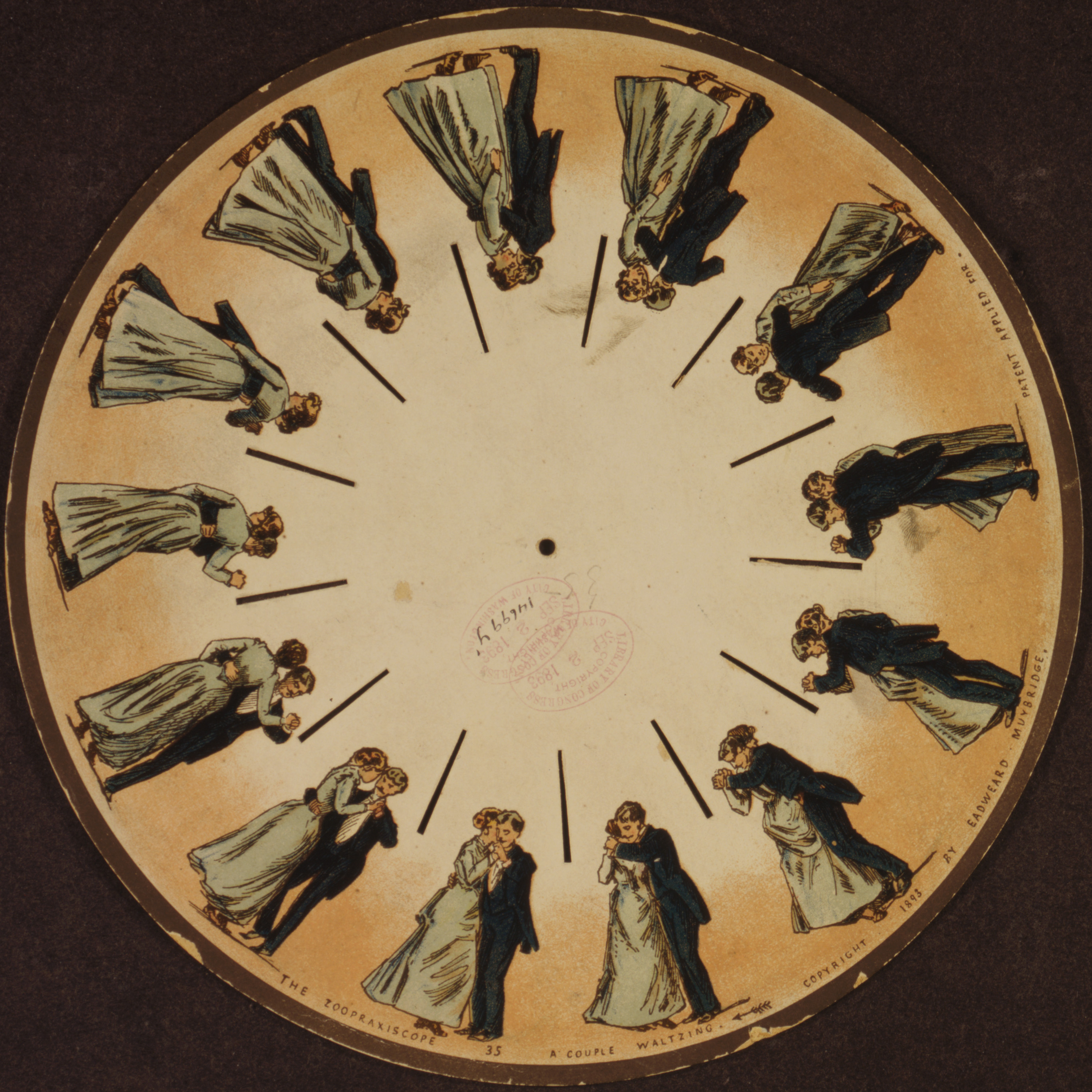
Un disc de fenaquistoscopi del 1893

Simulació del moviment de les imatges reflectides a un mirall

Fenaquistoscopi: joc visual que consisteix en diversos dibuixos d'un mateix objecte en posicions lleugerament diferents, distribuïts per una placa circular llisa. Quan aquesta placa es fa girar davant d'un mirall es crea la il·lusió de moviment.
Taumàtrop: és un joc visual consistent en un cercle que hi té dibuixades una imatge a cada costat, i disposa d'unes cordes als extrems, mitjançant les quals se’l pot fer girar. A causa de l'efecte de la persistència visual, la retina humana reté durant un instant la imatge vista anteriorment, i tots dues es sobreposen formant-ne una de sola.
Zoòtrop: un altre joc visual consistent en un cilindre amb petites obertures en la part superior. En l'interior se situen diverses imatges que formen part d'una mateixa acció i, en fer-lo girar, mirant a través dels orificis, es pot veure una escena amb moviment i de forma continuada.
Praxinoscopi: consisteix en un objecte circular on l'espectador hi mira per la part de sobre i on hi ha una sèrie d'imatges dibuixades que es reflecteixen en uns miralls per aportar una nitidesa major. El praxinoscopi va girant mitjançant una manovella produint la il·lusió de moviment. Va tenir diverses variants i va avançar fins que també va permetre la projecció d'aquestes animacions.
Efecte del moviment d'un llum: el fet que un carbó brillant aparegui com una línia de llum quan es mou ràpidament s'ha utilitzat per il·lustrar la idea de persistència de la visió. Es coneix com “l'efecte del rastreig de la brillantor", que porta el nom del rastre que apareix quan es desplaça ràpidament una bengala. L'efecte s'ha aplicat a la fotografia que, amb un llarg temps d'exposició de la càmera, el resultat és captar el moviment lineal de l'objecte lluminós en qüestió.
El disc de Newton: els colors a les rodes rotatives es barregen si el moviment és massa ràpid per registrar-ne els detalls. Un punt de color apareix llavors com un cercle i una línia pot fer que tota la superfície aparegui en un matís uniforme. El disc de Newton dels colors primaris quan és girat ràpidament, provoca una barreja òptica de tots els colors, semblant així tot d'un color blanc.
Baldufa calidoscòpica: al 1858 John Gorham va patentar el seu colorit calidoscòpic, una mena de baldufa on es col·loquen dos petits discs amb colors i patrons diferents. Quan es fan rotar, es produeix un efecte on els discs formen moviments simples i regulars i belles formes amb colors multiplicats. Gorham va explicar que els colors semblen barrejats en el gir per la durada de la impressió a la nostra retina, és a dir, la persistència retiniana.
El llapis de goma: un llapis o una altra línia recta rígida pot semblar doblegable i de textura de goma quan es mou prou ràpidament entre els dits. La persistència de la visió s'ha descartat com a única causa de la il·lusió. Es pensa que els moviments oculars de l'observador no aconsegueixen rastrejar els moviments de les característiques de l'objecte.
LED POV: el terme "persistència de visualització de visió" o "visualització POV" s'ha utilitzat per a dispositius de visualització LED que componen imatges mostrant una part il·lumínica alhora en ràpida successió (per exemple, una columna de píxels cada pocs mil·lisegons). Una visualització de POV bidimensional es realitza sovint mitjançant el ràpid moviment d'una única fila de LED a través d'una ruta lineal o circular. L'efecte és que la imatge es percep en la seva totalitat per l'espectador sempre que la ruta sencera es completa durant el temps de persistència visual de l'ull humà. Una visualització POV tridimensional es construeix sovint amb una 2D reixeta de LEDs que és escombrada o girada a través d'un volum.